# Марк Реккі
Марк Луїс Реккі (англ. Mark Louis Recchi; 1 лютого 1968, м. Камлупс, Канада) — канадський хокеїст, лівий/правий нападник. 
Виступав за «Нью-Вестмінстер Роялс» (ЗХЛ), «Камлупс Чіфс» (ЗХЛ), «Піттсбург Пінгвінс», «Маскегон Ламберджекс» (ІХЛ), «Філадельфія Флайєрс», «Монреаль Канадієнс», «Кароліна Гаррікейнс», «Атланта Трешерс», «Тампа-Бей Лайтнінг», «Бостон Брюїнс».
В чемпіонатах НХЛ — 1652 матчі (577 голів, 956 передач), у турнірах Кубка Стенлі — 189 матчів (61 гол, 86 передач).
У складі національної збірної Канади учасник зимових Олімпійських ігор 1998 (5 матчів, 0+2), учасник чемпіонатів світу 1993 і 1997 (17 матчів, 5+8). У складі молодіжної збірної Канади учасник чемпіонату світу 1988. 
Досягнення
- Чемпіон світу (1997)
- Володар Кубка Стенлі (1991, 2006, 2011)
- Переможець молодіжного чемпіонату світу (1988).